# Муктапида Лалитадитья
Муктапида Лалитадитья — император-брахман Кашмира с 724 по 760 год, происходил из династии Каркота-Нага. Царь Баладитья, из династии Гонандия выдал свою дочь, за министра снабжения, Дурлабхавардхана, из касты Каястха. Его потомки пришли к власти, как династия Каркота. Пятый представитель этой династии Муктапида Лалитадитья начал военную экспансию и покорил Северную Индию и часть Центральной Азии.
По мнению историка Маджумдара, Лалитадитья сконцентрировал свои усилия на завоевании севера, после громких побед на юге. Границы его империи уткнулись в Карокорум.
В начале 8-го века, арабы вторглись в кабульскую долину и пытались продвинуться в Индию, используя Синд, как плацдарм.
Когда Кабул и Гандхара оказались в руках арабов, Лалитадитья решил, что может атаковать и расширить свою империю на севере. Кашмир обеспечивал Лалитадитью достаточным количеством ресурсов для войны и многие князья Индии и Средней Азии готовы были смириться с его главенством, предчувствуя необходимость объединения перед лицом арабов.
Кашмир неожиданно превратился в мощнейшее государство. При Лалитадитьи Кашмир граничил с Тибетом на востоке, Персией на западе, тюркскими союзами на севере, Ориссой и Дваркой на юге.
Лалитадитья выразили заинтересованность в других областях, кроме своей армии. Искусство и торговли приобрела значимость в период его правления, религиозные праздники проводились часто, деньги выделялись для поддержки художников и скульпторов. Он был хорошим писателем и играл на вине. За свои победы, поощрение искусства, облагодетельствовании своих подданных, любовь к просвещению, защите ученых, и доброту, Лалитадитья был любим кашмирцами при жизни и после смерти. Муктапида Лалитадитья стал считаться величайшим царём Кашмира.

## Военные кампании
Калхана в своей Раджатарангини прославляет Муктапида за его агрессивную кампанию в Северной Индии и Центральной Азии. Он завоевал Арьяварта, когда разбил Ясорвамана из Канякубджи и захватил Бенгалию, Калингу, Карнатаку, Кавери, Конкан, Двараку, Аванти и Гауду. Затем он вторгся в Уттарападху и разбил племена камбоджей, «Тушара» (Вероятно тохары или их смесь с тюрками), Бхаутов (то есть, тобетцы-боты Балтистана) и Дарадов (Дарды). В результате, он подчинил царства Прагджйотиша, Стрираджя и Уттаракуру.